# Trypeticus deoudei
Trypeticus deoudei är en skalbaggsart som beskrevs av Kanaar 2003. Trypeticus deoudei ingår i släktet Trypeticus och familjen stumpbaggar. Inga underarter finns listade i Catalogue of Life.